# Frontière entre le Nevada et l'Oregon

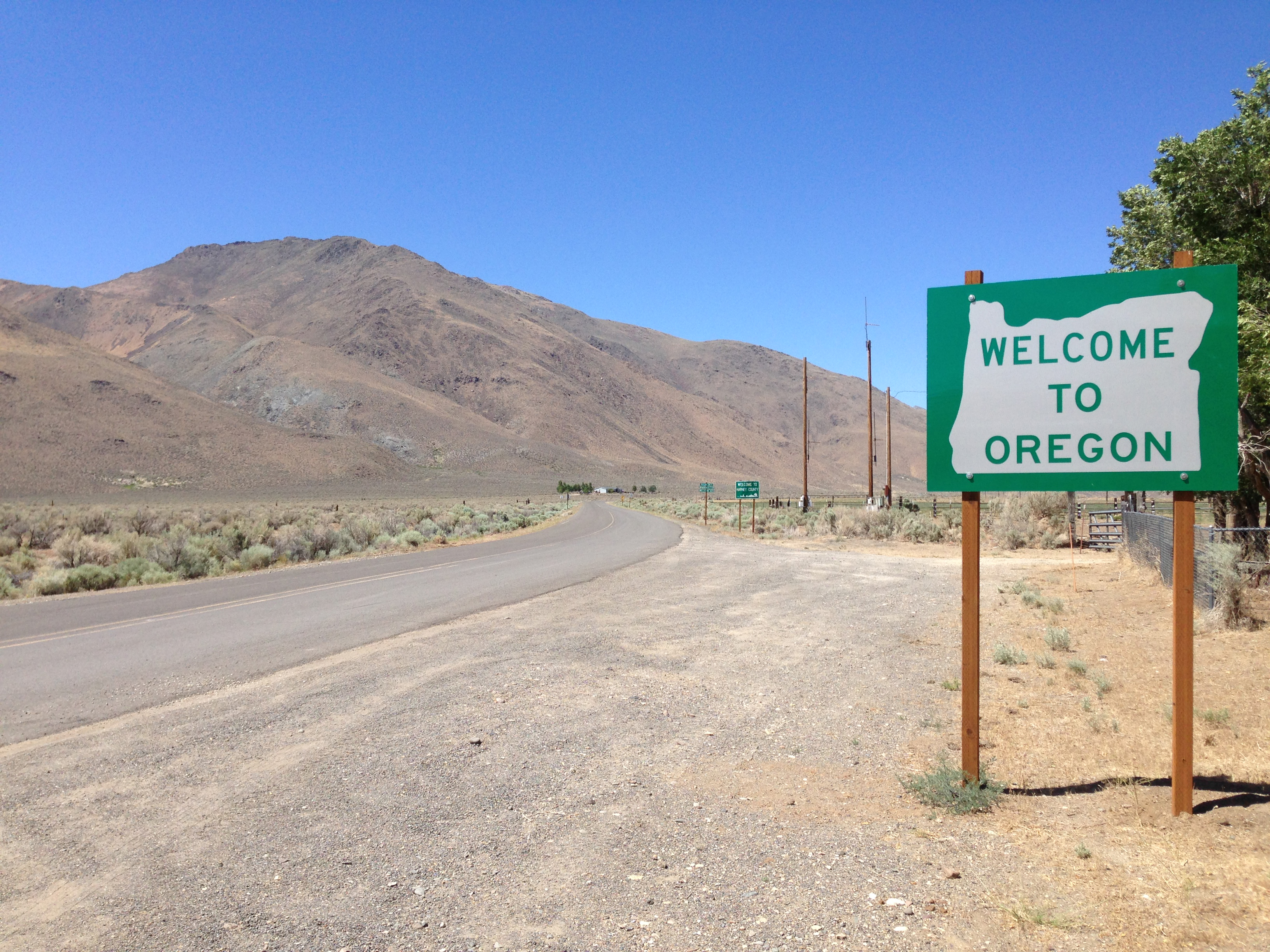
Entrée en Oregon depuis le Nevada.

La frontière entre le Nevada et l'Oregon est une frontière intérieure du nord-ouest des États-Unis délimitant les territoires du Nevada au sud et de l'Oregon au nord. 
Longue d'environ 245 km, elle suit le tracé du 42e parallèle nord de son intersection avec le 120e méridien ouest à celui avec le 117e méridien ouest. Le 42e parallèle nord marque aussi la frontière entre l'Oregon et la Californie, entre le Nevada et l'Idaho et entre l'Idaho et l'Utah.
Cette limite sur ce parallèle fut établie par le traité d'Adams-Onís signé en 1819 entre les États-Unis et l'Espagne, afin de démarquer la frontière entre l'Oregon Country et la Nouvelle-Espagne (province de Haute-Californie).